# 15e corps d'armée aéroporté (Chine)
Pour les articles homonymes, voir 15e corps d'armée.
Le corps d'armée aéroportée — jusqu'en 2016 le 15e corps d'armée aéroporté (chinois simplifié : 中国人民解放军空降兵第十五军) — est un corps de l'Armée populaire de libération constituée d'unités parachutistes dépendant de la Force aérienne chinoise.

## Histoire
Pendant la guerre de Corée, il participa notamment à l'offensive chinoise du printemps (en) en 1951 et à la bataille de Triangle Hill en 1952.
Son effectif dans les années 2010 est estimé à 30 000 hommes.